# Lira italiana
La lira italiana (simbolo: L.; codice ITL; abbreviata anche come ₤ o Lit.) è stata la valuta ufficiale dell'Italia dal 1861 al 2002, quando, con l'introduzione dell'euro, ha definitivamente cessato di avere corso legale; una lira era suddivisa in 100 centesimi.
Utilizzata come unità di conto già nell'VIII secolo, in Italia la prima lira fu coniata nel 1472 dalla Repubblica di Venezia. Entrata poi in uso nella gran parte degli Stati preunitari, continuò ad essere coniata in varie forme, fino a quando, nel 1806, il Regno d'Italia napoleonico adottò come valuta ufficiale la lira italiana secondo un sistema decimale bimetallico. Con la caduta di Napoleone e l'inizio della Restaurazione, la lira continuò ad essere emessa e, in particolare, gli Stati nati durante il processo risorgimentale adottarono come moneta corrente la lira italiana. Alla nascita del Regno d'Italia nel 1861, la lira italiana divenne la valuta ufficiale dello Stato, proseguendo la sua storia anche dopo la proclamazione della Repubblica. Nel 1999 fu introdotto l'Euro che venne usato assieme alla lira fino al 2002, quando l'Euro divenne la moneta ufficiale italiana, di San Marino e di Città del Vaticano.

## Origine del nome
Il termine "lira" deriva originariamente dalla parola litra (in greco antico: λίτρα?), un'unità di misura ponderale e monetale in uso agli Italioti e ai Sicelioti già dal V secolo a.C. La litra nacque con lo scopo di facilitare gli scambi commerciali con le popolazioni indigene, fu quindi adottato il rapporto di scambio locale di 1:125 tra argento e bronzo e fu coniata la litra d'argento (in greco antico:  λίτρα ἀγυρία?), una moneta di piccole dimensioni dal peso di circa 0,84 g e che costituiva la decima parte dello statere, la moneta al tempo in uso in Grecia.
Tra il IV e il III secolo a.C. la litra entrò in uso nella civiltà romana, che adeguò al latino il termine greco trasformandolo in libra e attribuendole nel 293 a.C. un peso pari a poco più di 320 g (tradizionalmente 327,45 g). Oltre alla libbra romana in Italia convissero almeno altre otto diverse libbre, che ad eccezione delle libbre leggere e pesanti di origine etrusca, avevano un peso compreso tra i 220 g e i 280 g che coincideva, almeno alle origini, al peso dell'asse, una delle più importanti monete romane.
Successivamente l'influenza delle lingue galloromanze sul latino provocò la lenizione della b nella parola libra e la conseguente nascita del termine "lira". Sul finire dell'VIII secolo, nell'ambito della riforma monetaria voluta da Carlo Magno, la libbra divenne l'unità ponderale fondamentale del nuovo sistema monetario basato sul denaro d'argento. In seguito alla riforma, le zecche furono obbligate a ricavare da una libbra d'argento, il cui peso variava tra i 407,92 g e i 409,25 g, ben 240 denari, che a loro volta avevano un peso compreso tra 1,699 g e 1,760 g o successivamente 20 soldi, il cui valore era pari a 12 denari. A differenza di quanto enunciato nella riforma carolingia, con il passare del tempo la libbra si trasformò in un'unità monetale, la lira che indipendentemente dal peso di argento contenuto indicava una quantità pari a 240 denari.

## Storia

### La lira come unità di conto
Il sistema monetario carolingio rimase in vigore in Italia per molti secoli, ma già dal X secolo la quantità di argento contenuta nei denari e quindi il loro valore diminuì progressivamente. Sul finire del medioevo la svalutazione provocò la fine del denaro, che fu rimpiazzato dal quattrino, una moneta spicciola dal valore di 4 denari. Questo processo di svalutazione permise alla Repubblica di Venezia di coniare nel 1472 per la prima volta una moneta dal valore di 240 denari, la lira Tron, così chiamata in onore del doge Nicolò Tron. Le lire, ognuna con il relativo peso, iniziarono a diffondersi in tutti i maggiori stati italiani e furono emesse nel 1474 dal Ducato di Milano, nel 1498 dalla Repubblica di Genova, nel 1539 dal Ducato di Firenze e nel 1561 dal Ducato di Savoia, ma la continua svalutazione modificò in poco tempo il loro valore. Le prime banconote italiane furono emesse in lire nel Regno di Sardegna il 26 settembre 1745 per decreto di Carlo Emanuele III di Savoia. Nonostante la sua emissione la lira continuò ad essere utilizzata essenzialmente come unità di conto in quanto ancora nel XVIII secolo in Italia continuavano a coesistere due diversi sistemi tra loro incompatibili: la moneta grossa, con un valore stabile nel tempo e utilizzata principalmente negli scambi commerciali come ad esempio lo zecchino, il fiorino e il grosso e la moneta piccola, in perenne svalutazione e usata nel commercio minuto come il denaro. Una volta emessa infatti la lira divenne a tutti gli effetti una moneta grossa, condizione incompatibile con il valore tradizionalmente assegnatole di 240 denari.

### La lira italiana napoleonica
Analogamente all'Italia anche in Francia fino al XVIII secolo rimase in uso la monetazione basata sul denaro, il soldo e la lira (in francese: livre tournois). Con il successo della rivoluzione francese e la nascita della prima repubblica il 7 ottobre 1793 si tentò di introdurre una nuova monetazione su base decimale che avrebbe avuto come riferimento la repubblicana, una moneta contenente 9 g d'argento fino. La Francia cambiò la valuta nazionale dalla livre tournois al franco francese il 7 aprile 1795, la nuova valuta fu poi definitivamente normata con la legge del 7 aprile 1803. Il franco doveva pesare 5 g ed essere costituito da argento 900‰, parallelamente furono coniate monete d'oro 900‰ da 20 franchi dal peso teorico di 6,451612 g dando così vita a un sistema bimetallico il cui rapporto tra oro e argento era di 1:15,5.
Nel 1796 con l'inizio della campagna d'Italia guidata da Napoleone Bonaparte, la nascita delle repubbliche sorelle e la conquista dell'Italia, la monetazione utilizzata nella penisola subì uno stravolgimento. Nel Regno di Sardegna, in età napoleonica sostituito dalla Repubblica Subalpina, lo scudo piemontese fu sostituito dal franco e con un decreto datato 13 marzo 1801 furono coniate probabilmente alla zecca di Parigi le monete da 5 e 20 franchi. Quella da 5 franchi seguì le prescrizioni già adottate in Francia nel 1795 mentre quella da 20 franchi, coniata in memoria della battaglia di Marengo e quindi denominata "marengo", fu coniata seguendo i parametri delle dimensioni che saranno ufficializzati, due anni dopo, dalla legge del 1803. Nella Repubblica Ligure la monetazione fu ordinata con l'introduzione di un sistema monetario basato sulla lira genovese, nel Regno d'Etruria la situazione rimase confusionaria e radicata alla monetazione in fiorini del Granducato di Toscana, infine nel Regno delle Due Sicilie fu mantenuta la piastra fino al 1812 quando Gioacchino Murat introdusse la lira delle Due Sicilie, una moneta pari al franco e rimasta in circolazione per tre anni.
Nell'Italia nord-occidentale Napoleone nel 1805 diede vita al Regno d'Italia, che con decreto del 21 marzo 1806 si dotò di una nuova moneta intercambiabile con il franco, la lira italiana. In rame 950‰ furono coniate le monete da 1, 3 e 5 centesimi (un soldo), in biglione in argento al 200‰ il 10 centesimi, le monete da 25, 50, 75 centesimi e 1, 2 e 5 lire in argento 900‰ e infine le monete da 20 e 40 lire in oro 900‰, tutte con i pesi e le dimensioni stabilite dalla legge del 1803.

### La lira tra Restaurazione e Risorgimento
Dopo la fine del Regno d'Italia nel 1814, la lira rimase presente solo nel Ducato di Parma e nel Regno di Sardegna. La lira di Parma venne introdotta dalla duchessa Maria Luisa d'Asburgo-Lorena, seconda moglie di Napoleone, che emise tagli delle monete da 1, 3, 5, 25, 50 centesimi e 1, 2, 5, 20 e 40 lire, mentre della lira sabauda introdotta da Vittorio Emanuele I di Savoia vennero coniate anche monete d'oro da 10, 50, 80 e 100 lire.
Sulla scia della primavera dei popoli il 18 marzo 1848 ebbero luogo nel Regno Lombardo-Veneto le cinque giornate di Milano che si conclusero il 22 marzo 1848 con la costituzione del Governo provvisorio di Milano, poi trasformato nel Governo provvisorio di Lombardia. Il nuovo governo lombardo il 27 maggio 1848 emise un decreto con il quale autorizzava la coniazione di una serie di monete dal valore di 5, 20 e 40 lire italiane che per composizione, peso e diametro erano uguali alle lire sabaude. Le 5 lire italiane vennero coniate nella zecca di Milano con una tiratura di 120 306 pezzi ed erano composte da argento 900‰, mentre le 20 e le 40 lire, coniate rispettivamente in 4 593 e 5 875 esemplari, erano in oro 900‰. Oltre a queste monete furono anche sviluppati dei progetti riguardanti le monete da 1 e 2 lire delle quali furono coniati pochi esemplari in stagno, zinco, rame e mistura d'argento. Il 6 agosto dello stesso anno, una volta caduto il governo provvisorio, le autorità austriache dichiararono queste monete fuori legge e molte di esse, in particolar modo le 5 lire vennero intagliate in modo da crearne delle piccole scatole.
Come la Lombardia anche il Veneto insorse contro l'Impero austriaco e il 22 marzo 1848 venne costituita la Repubblica di San Marco e come in Lombardia anche qui si decise di coniare delle lire basate sulla lira sabauda, ma a differenza di quelle lombarde queste riportavano semplicemente la dicitura lira (lira corrente sui centesimi) invece di lira italiana. La prima moneta di cui fu decisa la coniazione fu il marengo da 20 lire, il cui decreto venne emesso il 14 gennaio 1848, anche se probabilmente la moneta venne coniata dalla zecca di Venezia solo nel 1849 in 5 210 pezzi. Il 28 giugno e il 27 novembre 1848 venne emesso il decreto per la coniazione di due diverse tipologia di monete da 5 lire in argento 900‰, che come il marengo rispecchiavano il formato delle lire sabaude. Dopo queste monete vennero coniati dei centesimi con standard differenti da quelli del Regno di Sardegna e quindi il 10 dicembre 1848 fu la volta dei 15 centesimi in mistura d'argento, coniati in ben 155 196 pezzi e infine il 15 gennaio 1849 venne ordinata la produzione di circa cinque milioni di monete da 1, 3 e 5 centesimi di rame. Il governo cadde il 24 agosto 1849 e da quella data le autorità austriache dichiararono illegali le monete del governo provvisorio.
Durante il risorgimento le ultime monete coniate sulla base di quelle che saranno poi le lire del Regno d'Italia sono state quelle prodotte dal Governo provvisorio della Toscana e dalle Regie province dell'Emilia che costituivano quella che era la Legazione delle Romagne. Il 17 gennaio 1860 il governo emiliano decise di coniare nella zecca di Bologna le monete da 50 centesimi, 1, 2, 5, 10 e 20 lire, la cui coniazione cominciò di fatto solo nel 1860; vennero poi usati i coni sabaudi del 1826 per produrre monete di rame da 1, 3 e 5 centesimi, richieste dalla popolazione che non voleva più usare lo scudo pontificio. Queste monete però riportavano solo la scritta lira a differenza di quelle coniate nella zecca di Firenze, che come le lombarde del 1848, riportavano per esteso la dicitura lira italiana. È quindi fiorentina la prima moneta dal valore di 1 lira italiana e oltre a questa moneta il Governo Provvisorio della Toscana con due decreti datati 29 settembre 1859 e 1º novembre 1860, decise la coniazione delle monete da 2 lire italiane e da 50 centesimi e con l'ordinanza del 2 dicembre 1859 coniò le monete di rame da 5, 2 e 1 centesimo; tutte queste monete riportano la dicitura Vittorio Emanuele II re eletto.

### Il Regno d'Italia
Nei mesi che precedettero la proclamazione del Regno d'Italia Camillo Benso, conte di Cavour, all'epoca presidente del consiglio del Regno di Sardegna, si adoperò per la creazione di un'unica banca centrale nazionale in modo da rendere il passaggio alla moneta fiduciaria legittimato e garantito da un forte istituto bancario. All'epoca il sistema bancario italiano era sostanzialmente dominato dalla Banca Nazionale negli Stati Sardi e dalla Banca Nazionale Toscana, a queste due però si affiancavano anche altri istituti minori: la Banca degli Stati parmensi, lo Stabilimento mercantile di Venezia, la Banca dello Stato Pontificio e la Banca delle Quattro Legazioni, riunite nel 1870 nella Banca Romana e poi vi erano anche il Banco di Napoli, il Banco di Sicilia e la Banca Toscana di Credito che non avevano la possibilità di emettere titoli al portatore. La riforma voluta da Cavour si sposava perfettamente con quanto stava già accadendo in Francia, in Regno Unito, in Germania e in altri stati europei dove le banche centrali generalmente controllavano il tasso ufficiale di sconto, le operazioni finanziarie sui titoli di stato, gestivano le riserve auree e vigilavano sul sistema bancario nazionale. Il 6 giugno 1861, a poco meno di tre mesi dalla nascita del Regno d'Italia, Cavour morì e i governi che lo seguirono decisero di non portare avanti il progetto di unificazione bancaria ostacolando il tentativo della Banca Nazionale negli Stati Sardi di diventare egemone nel panorama nazionale. In Italia non fu quindi possibile emettere una serie di banconote uniforme su tutto il territorio nazionale, ad opporsi alla creazione di un'unica banca centrale fu in particolare Francesco Ferrara, ministro delle finanze del governo Rattazzi II, che per la sua convinzione liberista riteneva più vantaggioso lasciare il mercato libero e autorizzare qualsiasi operatore finanziario alla creazione di cartamoneta.
L'unificazione italiana mise in luce anche la confusione del sistema monetario italiano preunitario che era per lo più basato sul monometallismo argenteo e quindi in contrapposizione con il monometallismo aureo in vigore nel Regno di Sardegna e nelle maggiori nazioni europee. Per conciliare i vari sistemi monetari si decise di optare per il bimetallismo ispirandosi modello del franco francese, da cui furono riprese le dimensioni delle monete e il cambio di 1 a 15,50 tra oro e argento. Il sistema monetario italiano però differiva da quello francese per due aspetti: le monete d'argento potevano essere scambiate in quantità illimitate con lo Stato, ma limitate tra privati e si decise di coniare monete che avessero nominalmente il 900‰ di argento fino, ma che di fatto ne contenevano l'835‰ in modo da avvicinarsi al reale cambio tra oro e argento che era di circa 1 a 14,38. A esattamente quattro mesi di distanza dalla proclamazione del Regno d'Italia, il governo introdusse la nuova valuta nazionale, la lira italiana. Il corso legale della nuova moneta fu stabilito dal Regio Decreto del 17 luglio 1861 nel quale si specificava il cambio in lire delle monete preunitarie e il fatto che le monete locali continuassero ad avere corso legale nelle rispettive province di origine.
Il 24 agosto 1862 venne emanato il decreto che stabilì la messa fuori corso di tutte le altre monete circolanti nei vari stati preunitari entro la fine dell'anno: 1 lira da 5 g di argento al titolo 900/1 000 corrispondeva a 0,29025 g d'oro fino, oppure a 4,5 g d'argento fino (scesi a 4,459 nel 1863), cioè allo stesso valore della vecchia lira napoleonica e del contemporaneo franco francese. Con quest'ultimo c'era una totale intercambiabilità, che permise la creazione dell'Unione monetaria latina e la libera circolazione del franco francese, del franco svizzero e del franco belga sul territorio nazionale italiano.
Nel 1866, a causa della crescita della spesa pubblica, in parte dovuta ai costi della Terza guerra d'indipendenza, fu stabilito il corso forzoso, che durò fino al 1881 (con effetto dal 1883). Già dalla fine del 1887 si dovette però sospendere di fatto la convertibilità dei biglietti, pur senza dichiararlo apertamente. Nel 1893 venne messa in liquidazione la Banca Romana, colpita da un grave scandalo, e creata la Banca d'Italia, con una copertura aurea di almeno il 40% delle lire in circolazione.
Re Vittorio Emanuele III di Savoia, che successe sul trono d'Italia al padre Umberto I nel 1900, fu studioso di numismatica e grande collezionista di monete; pubblicò il Corpus Nummorum Italicorum (1909-1943), opera in 20 volumi in cui sono descritte e classificate le monete italiane. Durante il suo regno venne coniata una monetazione circolante ricca e variegata. All'atto dell'abdicazione, donò la sua collezione di monete allo Stato italiano: questa raccolta è parzialmente esposta nel museo nazionale romano di palazzo Massimo a Roma.
L'ingresso dell'Italia nella prima guerra mondiale (1915), che portò alla penuria di metallo, fece ripristinare il corso forzoso, già abolito nel 1909. Il corso forzoso durò fino al 1927, quando 1 lira corrispondeva a 0,07919 g di oro fino. L'obbligo della copertura in oro venne abolito nel 1935 e nel 1936 la valutazione venne portata a 0,04677 g.
L'entrata dell'Italia nella seconda guerra mondiale nel 1940 provocò nel 1943 il crollo dell'apparato politico-militare nazionale, il paese fu infatti occupato a nord dalla Germania nazista e dallo stato fantoccio della Repubblica Sociale Italiana, mentre il sud venne posto sotto il controllo dagli Alleati e del governo Badoglio. In questa difficile situazione la Banca d'Italia, nonostante i continui tentativi, non fu in grado di mantenere la stabilità della lira che andò incontro a iperinflazione accelerando in questo modo il disfacimento del tessuto economico italiano. Per sostentare le ingenti spese militari il governo costrinse la banca centrale nazionale ad emettere nuove banconote, portando la quantità di circolante dai 16,5 miliardi di lire del 1936 ai 156,6 miliardi del dicembre del 1943.

### La Repubblica Italiana
L'Italia aderì al Fondo Monetario Internazionale il 27 marzo 1947. Il 30 marzo 1960 l'Italia ripristinò la convertibilità aurea della lira comunicando al Fondo Monetario Internazionale un rapporto di conversione di 1,42187 mg d'oro per lira, equivalente a 625 lire per dollaro, e impegnandosi a intervenire in caso la differenza del tasso di cambio fosse stata maggiore o minore dell'1%; con questo provvedimento l'Italia aderì ufficialmente agli accordi di Bretton Woods.
Il D.P.R. del 31 marzo 1966, n. 171 del Governo Moro III, autorizzò il Tesoro a emettere biglietti di Stato a corso legale da 500 lire in sostituzione delle monete d'argento tesaurizzate di ugual valore. Si trattava di una moneta non convertibile in una qualche riserva metallica, dei biglietti appunto, a fronte della quale fu istituita la Cassa Speciale per il Servizio dei Biglietti a Debito dello Stato. La norma fu seguita dai D.P.R. 14 febbraio 1974 e D.M. 2 aprile 1979, fra gli altri provvedimenti normativi.
Nel dicembre del 1973 alcuni dei maggiori paesi dell'OPEC decisero di aumentare bruscamente il prezzo del greggio innescando così una crisi petrolifera che colpì duramente l'economia italiana. L'aumento del prezzo del petrolio provocò un repentino rialzo del costo del denaro che nella primavera del 1974 fece arrivare il tasso di sconto della Banca d'Italia al 9%; inoltre, per combattere la crisi fu emesso parecchio debito che nel 1975 espose la lira a intensi fenomeni speculativi. L'aumento del debito innescato dalla crisi petrolifera, provocò una forte svalutazione rispetto alle altre valute europee e per il suo risanamento la Banca d'Italia rialzò il tasso di sconto fino al 15% nell'autunno del 1976.
Per ridurre l'eccessiva variabilità del tasso di cambio tra le valute europee, a cui la lira era molto esposta negli anni delle crisi petrolifere, alcuni paesi della Comunità economica europea (CEE) decisero di introdurre gli accordi europei di cambio. Gli otto paesi partecipanti (Italia, Francia, Germania, Paesi Bassi, Danimarca, Belgio, Irlanda e Lussemburgo) diedero così vita il 13 marzo 1979 al sistema monetario europeo (SME) e all'unità di conto europea (ECU) una valuta virtuale composta da un paniere delle valute dei paesi aderenti pesate in base al potere economico della rispettiva nazione di appartenenza. La fluttuazione delle monete venne limitata al 2,25% con l'eccezione della lira che beneficiò della banda allargata al 6%. La lira rimase nello SME fino al 1992, quando una gravissima crisi finanziaria in Europa costrinsero la sterlina britannica e la lira a uscire dallo SME. La lira rientrò nello SME il 25 novembre 1996, col cambio di 990 Lire per un marco tedesco.

### L'entrata in vigore dell'euro
Il 1º gennaio 1999 in Italia entrò ufficialmente in vigore l'euro al tasso di cambio fissato il giorno precedente di 1 ECU per 1 936,27 lire italiane, che dal giorno dopo sarebbe stato cambiato in Euro con cambio 1:1. Da quel momento la lira rimase in vigore solo come espressione non decimale dell'euro, anche se monete e banconote continuavano a essere denominate in lire. Da quella data, invece, per tutte le forme di pagamento "non-fisiche" (trasferimenti elettronici, titoli, ecc.), si adottò solo l'euro. Il 1999 fu anche l'ultimo anno in cui la zecca coniò ed emise le monete per la comune circolazione in lire.
In realtà, l'art. 109 del Trattato di Maastricht prescriveva come già due anni prima dell'ingresso nella Unione Monetaria, fissato per il 1º gennaio 1999, i paesi candidati non avrebbero più potuto svalutare la propria moneta rispetto all'ECU. Nel 1992 la svalutazione della lira (allora con un ECU si compravano 1 587 lire, oppure 2,02 marchi tedeschi), nel 1997 per acquistare un ECU ne occorrevano 1 929,66, molto vicino al futuro cambio fisso di 1 936,27.
Il 1º gennaio 2002, con l'entrata in circolazione delle monete e banconote in euro, si aprì una fase di doppia circolazione: le monete e banconote in lire vennero ritirate definitivamente il 1º marzo 2002. Nel 2002 terminò l'emissione delle serie divisionali in lire di monete proof e fior di conio e successivamente furono emesse serie commemorative a memoria della lira.

### Fuoricorso e prescrizione
Inizialmente era stato fissato in dieci anni il termine per la prescrizione; di conseguenza le monete e banconote ancora in corso legale all'introduzione dell'euro potevano essere ancora cambiate presso le filiali della Banca d'Italia fino al 29 febbraio 2012. Tuttavia, la manovra del governo Monti decretò la prescrizione immediata delle monete e banconote al 7 dicembre 2011 (art. 26 del D.L. n. 201/2011, pubblicato nella Gazzetta Ufficiale n. 284 del 6 dicembre 2011). Tale norma è stata poi dichiarata incostituzionale dalla sentenza n. 216 del 7 ottobre 2015 della Corte Costituzionale, riaprendo di fatto i termini per il cambio, ma soltanto a chi è in grado di provare di aver cercato di convertire le proprie monete e banconote e dimostri che gli sia stato negato.
I ritrovamenti di grandi quantità di monete e banconote destano ancora l'interesse di quotidiani e telegiornali e molti cittadini proseguono in azioni legali per ottenere la riapertura dei termini per il cambio. Va infatti ricordato che il termine massimo per cambiare le "vecchie lire" sia in formato cartaceo che metallico è scaduto il 28 febbraio del 2012.

## Monete
Le monete della lira italiana più diffuse rimaste in circolazione fino al 2002, con l'entrata in vigore dell'euro.
| Immagine  | Immagine | Valore   | Soggetto                          | Soggetto                                          | Anni di coniazione | Autore                        | Autore                        | Parametri tecnici | Parametri tecnici | Parametri tecnici     | Bordo              |
| Dritto    | Rovescio | Valore   | Dritto                            | Rovescio                                          | Anni di coniazione | Modellista                    | Incisore                      | Peso              | Diametro          | Composizione          | Bordo              |
| --------- | -------- | -------- | --------------------------------- | ------------------------------------------------- | ------------------ | ----------------------------- | ----------------------------- | ----------------- | ----------------- | --------------------- | ------------------ |
|           |          | 1 L.     | bilancia a piatti                 | cornucopia                                        | 1951–1959          | Giuseppe Romagnoli            | Giuseppe Romagnoli            | 0,625 g           | 17,20 mm          | Italma                | liscio             |
|           |          | 2 L.     | ape da miele                      | ramo di ulivo                                     | 1953–1959          | Giuseppe Romagnoli            | Giuseppe Romagnoli            | 0,800 g           | 18,30 mm          | Italma                | rigato             |
|           |          | 5 L.     | timone                            | delfino                                           | 1951–1998          | Giuseppe Romagnoli            | Giuseppe Romagnoli            | 1,000 g           | 20,30 mm          | Italma                | liscio             |
|           |          | 10 L.    | aratro                            | spighe di grano                                   | 1951–1999          | Giuseppe Romagnoli            | Giuseppe Romagnoli            | 1,600 g           | 23,30 mm          | Italma                | liscio             |
|           |          | 20 L.    | donna ornata di spighe            | rametto di quercia                                | 1957–1959          | Pietro Giampaoli              | Pietro Giampaoli              | 3,600 g           | 21,30 mm          | Bronzital             | rigato             |
| 1969–1999 | liscio   | 20 L.    | donna ornata di spighe            | rametto di quercia                                |                    | Pietro Giampaoli              | Pietro Giampaoli              | 3,600 g           | 21,30 mm          | Bronzital             |                    |
|           |          | 50 L.    | donna coronata da rami di quercia | Vulcano, dio romano del fuoco                     | 1954–1989          | Giuseppe Romagnoli            | Pietro Giampaoli              | 6,250 g           | 24,80 mm          | Acmonital             | rigato             |
| 1990–1995 | 2,700 g  | 50 L.    | donna coronata da rami di quercia | Vulcano, dio romano del fuoco                     | 16,55 mm           | Giuseppe Romagnoli            | Pietro Giampaoli              | liscio            |                   | Acmonital             |                    |
|           |          | 100 L.   | donna coronata da rami di alloro  | Minerva, dea romana della guerra e della saggezza | 1955–1989          | Giuseppe Romagnoli            | Pietro Giampaoli              | 8,000 g           | 27,80 mm          | Acmonital             | rigato             |
| 1990–1992 | 3,300 g  | 100 L.   | donna coronata da rami di alloro  | Minerva, dea romana della guerra e della saggezza | 18,30 mm           | Giuseppe Romagnoli            | Pietro Giampaoli              | liscio            |                   | Acmonital             |                    |
|           |          | 200 L.   | profilo di donna                  | ruota dentata                                     | 1977–1998          | Mario Vallucci                | Mario Vallucci                | 5,000 g           | 24,00 mm          | Bronzital             | rigato             |
|           |          | 500 L.   | testa alata di donna              | Piazza del Quirinale                              | 1982–1995          | Laura Cretara                 | Laura Cretara                 | 6,800 g           | 25,80 mm          | Acmonital Bronzital   | rigato discontinuo |
|           |          | 1 000 L. | Italia turrita                    | cartina politica dell'Europa                      | 1997–1998          | Laura Cretara Uliana Pernazza | Laura Cretara Uliana Pernazza | 8,800 g           | 27,00 mm          | Bronzital Cupronichel | rigato discontinuo |

Le date si riferiscono alle ordinarie emissioni per la circolazione; si badi tuttavia che a partire dalla fine degli anni sessanta la zecca italiana, onde sfruttare il mercato numismatico, cominciò a produrre fino al 2001 confezioni contenenti anche i pezzi non più circolanti. Sono escluse anche le date delle monete di prova.
Dal 1861 al 1943 nel Regno d'Italia furono emesse le monete centesimali della lira, poi non più emesse in seguito alla svalutazione post bellica. Sono:
- 1 centesimo: 1861–1918 ritiro nel 1924
- 2 centesimi: 1861–1917 ritiro nel 1924
- 5 centesimi: 1861–1943 ritiro nel 1947
- 10 centesimi: 1862–1943 ritiro nel 1947
- 20 centesimi: 1863–1943 ritiro nel 1947
- 25 centesimi: 1902–1903 ritiro nel 1908
- 50 centesimi: 1861–1943 ritiro nel 1947

La prima serie di monete della Repubblica Italiana dal valore di 1 lire, 2 lire, 5 lire e 10 lire fu emessa dal 1946 al 1950, ma a causa della svalutazione fu ritirata nel 1954. Tra il 1958 e il 1967 furono emesse monete da 500 lire d'argento 835‰ destinate alla circolazione. Furono emesse anche numerose monete commemorative.
Anche il gettone telefonico è stato a lungo utilizzato come moneta, pur non avendo alcun valore ufficiale di conio statale; il valore, che nel 1959 era di 45 lire, divenne di 50 lire negli anni settanta, di 100 lire dal 1980 e, infine, di 200 lire a partire dal 1984 e fino al ritiro definitivo nel 2001.

## Banconote
Le banconote della lira italiana in circolazione fino al 2002, con l'entrata in vigore dell'euro (Serie 1983-2001).
| Immagine | Immagine | Valore    | Colore principale | Soggetto                                     | Soggetto                                         | Prima stampa     | Ultima stampa  | Dimensioni  |
| Fronte   | Retro    | Valore    | Colore principale | Fronte                                       | Retro                                            | Prima stampa     | Ultima stampa  | Dimensioni  |
| -------- | -------- | --------- | ----------------- | -------------------------------------------- | ------------------------------------------------ | ---------------- | -------------- | ----------- |
|          |          | 1000 L.   | viola chiaro      | Maria Montessori                             | Bambini allo studio di Armando Spadini           | 24 ottobre 1990  | 25 luglio 2001 | 112 × 62 mm |
|          |          | 2000 L.   | giallo            | Guglielmo Marconi                            | Nave Elettra, antenne e apparecchio radio        | 24 ottobre 1990  | 25 maggio 2001 | 118 × 60 mm |
|          |          | 5000 L.   | verde             | Vincenzo Bellini e il Teatro Massimo         | Colonna e la Norma nel monumento a Bellini       | 31 gennaio 1985  | 25 luglio 2001 | 126 × 70 mm |
|          |          | 10000 L.  | blu               | Alessandro Volta                             | Tempio Voltiano di Como                          | 3 settembre 1984 | 25 luglio 2001 | 133 × 70 mm |
|          |          | 50000 L.  | viola             | Gianlorenzo Bernini e la Fontana del Tritone | Monumento equestre a Costantino e la scala regia | 15 marzo 1984    | 25 luglio 2001 | 150 × 70 mm |
|          |          | 100000 L. | verde chiaro      | Caravaggio e la Buona ventura                | Canestra di frutta di Caravaggio                 | 25 ottobre 1983  | 25 luglio 2001 | 156 × 70 mm |
|          |          | 500000 L. | azzurro           | Raffaello Sanzio e il Trionfo di Galatea     | Scuola di Atene di Raffaello                     | 13 maggio 1997   | 25 luglio 2001 | 163 × 70 mm |

## Valute agganciate alla lira italiana

### Occupazioni italiane
Tallero d'Eritrea
Coniato per l'Eritrea Italiana a partire dal 10 agosto 1890 il tallero conteneva la medesima quantità di argento delle 5 lire italiane, ma aveva dimensioni maggiori dato che era di argento 800‰. Il cambio quindi era di 1 tallero = 5 lire e suoi sottomultipli valevano: 5, 10, 50 centesimi e 1 e 2 lire. Nella colonia ebbero corso la lira italiana, le monete dell'Unione monetaria latina, il tallero di Maria Teresa, il tallero d'Italia e le monete coloniali inglesi, quando nel 1921 la valuta ufficiale divenne la lira dell'Africa Orientale Italiana.
Lira dell'Africa Orientale Italiana
Fu una serie speciale di banconote della lira italiana stampate per la circolazione nell'Africa Orientale Italiana tra il 1937 e il 1941. Il regio decreto-legge 2 luglio 1936, n. 1371, poi convertito nella legge 11 gennaio 1937, n. 260, aveva introdotto la lira italiana come unica valuta avente corso legale in Etiopia, contestualmente mettendo fine al regime derogatorio vigente in Eritrea. Il periodo di transizione fu stabilito per le banconote in tre mesi, dal 15 luglio al 15 ottobre 1936, e in un solo mese per le monete, da convertirsi entro il 15 agosto.
Rupia somala
Fu la moneta della Somalia italiana dal 1909 al 1925. Era suddivisa in 100 bese (singolare: besa, in arabo: بيزا). La rupia fu introdotta tra il 1909 e il 1910. Prima, furono introdotte monete in bronzo chiamate besa, seguite da monete d'argento col nome di rupia nel 1910. La rupia rimpiazzò sia il tallero di Maria Teresa sia la rupia indiana, che avevano lo stesso valore. La rupia fu sostituita dalla lira somala durante il periodo di transizione dal 1º luglio 1925 al 30 giugno 1926, al valore di 8 lire = 1 rupia. Dopo la sostituzione della rupia, circolarono altre monete nella Somalia italiana, tra cui la lira dell'Africa Orientale Italiana, dallo scellino dell'Africa orientale, il somalo e infine lo scellino somalo.
Lira somala
Emessa per la Somalia italiana tra il 1925 e il 1926 dopo l'abrogazione della rupia somala; la valuta era divisa in monete da 5 e 10 lire scambiate alla pari con la lira italiana in quanto le monete contenevano la stessa quantità di argento. Contemporaneamente a questa valuta nella Somalia italiana venivano utilizzate le monete e le banconote della lira italiana.
Lek albanese
Ebbe corso tra il 1939 e 1943 durante l'occupazione italiana dell'Albania; era diviso in monete da 0,05, 0,10, 0,20, 0,50, 1, 2, 5 e 10 lek e il cambio era fissato a 1 lek = 1,25 lire.
Yuan italiano
Lo Yuan italiano fu una serie di banconote emessa per la Concessione italiana di Tientsin dalla "The chinese italian banking corporation" a partire dall'aprile del 1921 sino all'occupazione giapponese della concessione nel settembre del 1943. Esistevano cinque tagli: 1 yuan, 5 yuan, 10 yuan, 50 yuan e 100 yuan

### Occupazioni straniere

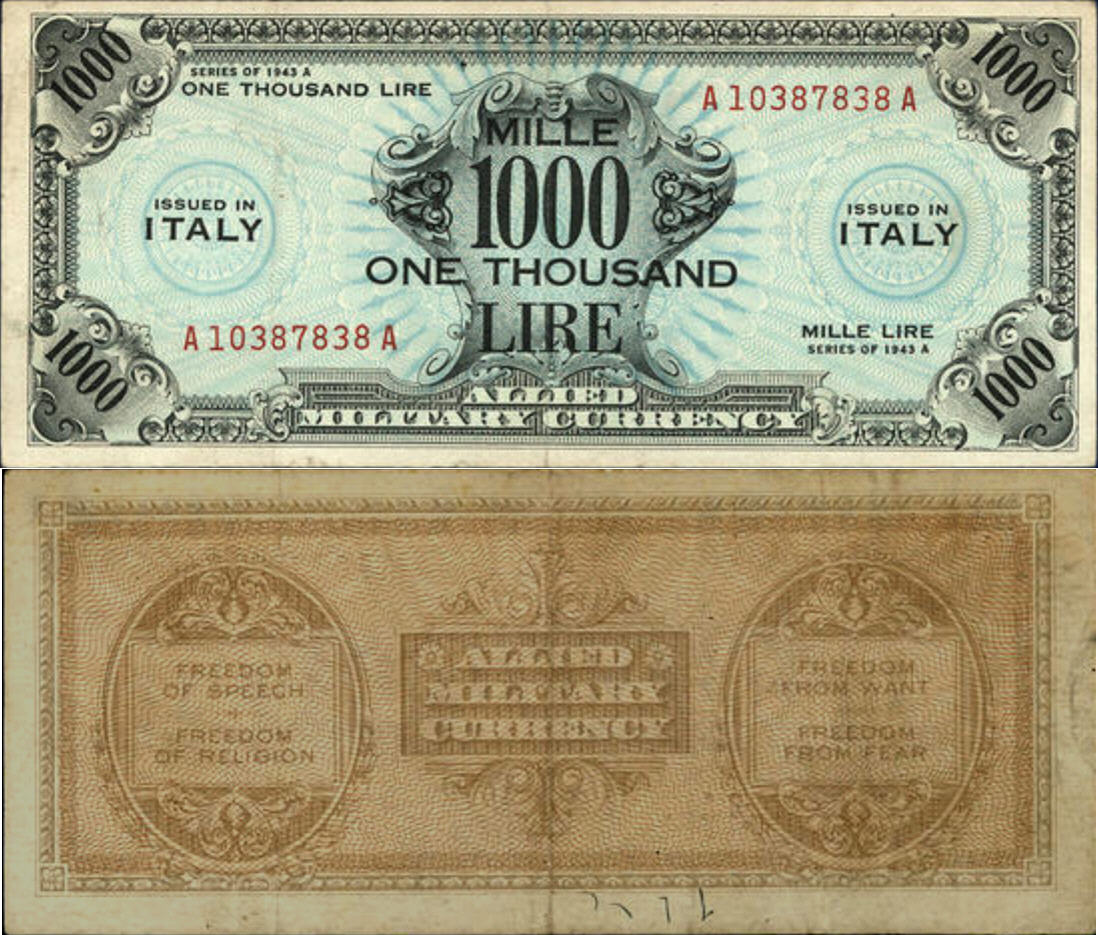
1000 Am-lire

Am-lira
Tra il 1943 e il 1944 nei territori sotto il governo militare alleato fu coniata la valuta Am-lira. L'emissione delle banconote in Am-lire si interruppe per le proteste del governo italiano, in quanto l'eccessiva emissione provocò una forte inflazione.
Marco di occupazione
Con l'occupazione tedesca dell'Italia settentrionale e la nascita della Repubblica Sociale Italiana il 15 settembre 1943, furono introdotti a Verona e Vicenza, e poi nel resto del territorio, i biglietti della casse di credito germaniche (Reichskreditkassenscheine, abbreviato con RKK) con lo scopo di pagare le truppe tedesche in suolo italiano. Il cambio fu inizialmente impostato a 7,6 lire per Reichsmark, ma già il 25 settembre fu portato a 10 lire. La validità dei RKK fu di breve durata cessando il 1º novembre e rendendo i biglietti cambiabili in lire italiane entro il 13 novembre 1943.
Lira di Lubiana
Nel 1943 le province italiane di Udine, Gorizia, Trieste, Pola, Fiume e Lubiana finirono sotto l'occupazione tedesca rientrando nella Zona d'operazioni del Litorale adriatico. L'anno seguente le autorità militari tedesche per aumentare la liquidità della provincia misero in circolo nella provincia di Lubiana la lira di Lubiana, che rimase in corso fino all'arrivo dei partigiani jugoslavi nel maggio 1945.
Lira tripolitana
Durante l'occupazione inglese della Libia italiana, le autorità britanniche emanarono una valuta denominata lira tripolitana. Circolò dal 1942 insieme alle svalutate banconote italiane con un cambio alla pari, finché nel 1951 il Regno Unito concesse l'indipendenza al Regno di Libia, che coniò la propria sterlina libica.
Lira triestina
Nel 1945 nei territori della Venezia Giulia occupati dall'esercito jugoslavo venne introdotta una valuta definita "Jugolira" a pari valore con la lira italiana. Nel 1947, col Trattato di Parigi, tali territori passarono sotto la Jugoslavia o nella Zona B del Territorio Libero di Trieste. Il dinaro jugoslavo rimpiazzò immediatamente la lira nei territori annessi, mentre nella zona B il passaggio fu effettuato nel 1949. La zona A del Territorio Libero di Trieste continuò invece a utilizzare la lira italiana in tutti i suoi coni, comprese le Am-lire.

### Enclavi
Con la fondazione del Regno d'Italia e l'adozione della lira italiana anche le due enclavi del regno si adattarono alla nuova valuta e di conseguenza, San Marino prima e la Città del Vaticano poi, stipularono accordi bilaterali con l'Italia per avere il permesso di coniare una propria monetazione agganciata alla pari alla lira italiana. Le due valute coniate furono:
- Lira sammarinese: fu coniata a partire dal 1864 grazie all'accordo bilaterale del 22 marzo 1862 che permetteva l'emissione di monete, ma non di banconote, di titolo pari a quelle italiane[65], le prime monete furono quelle da 5 e 10 centesimi di rame e vennero coniate nella zecca di Milano. L'accordo fu poi ratificato il 28 giugno 1897 dove fu concessa esclusivamente la coniazione di monete d'argento alla zecca di Roma per la quantità di 150 000 lire[66], poi ridotta a 120 000 il 16 febbraio 1906[67]. Con l'accordo del 10 febbraio 1914 fu concessa allo stato anche la coniazione di monete di rame per un valore totale di 119 000 lire e il valore delle monete d'argento fu aumentato a 210 000 lire[68]. Il 23 ottobre 1931 fu poi concessa anche la coniazione illimitata di monete d'oro[69] che rimase attiva anche nel 1953 quando la Repubblica Italiana non concesse l'emissione di moneta da parte di San Marino[70]. La coniazione riprese a seguito dell'accordo del 10 settembre 1971[71], rinnovati fino al 21 luglio 1991 e poi decaduto con l'entrata in vigore dell'euro[72].
- Lira vaticana: valuta (solo con valori metallici) dalla Città del Vaticano dal 1929 al 2002.[73]

## Valore

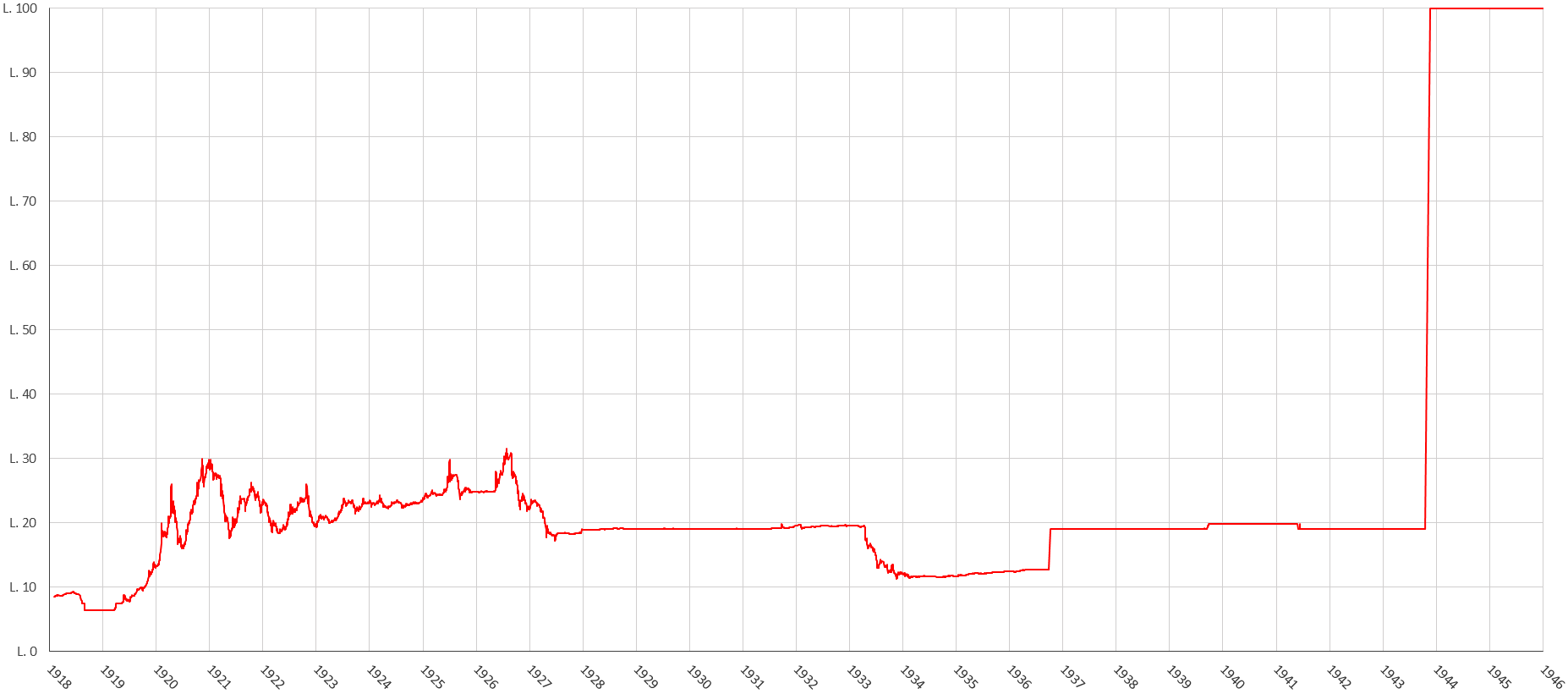
Grafico del cambio USD/ITL dal 1918 al 1946

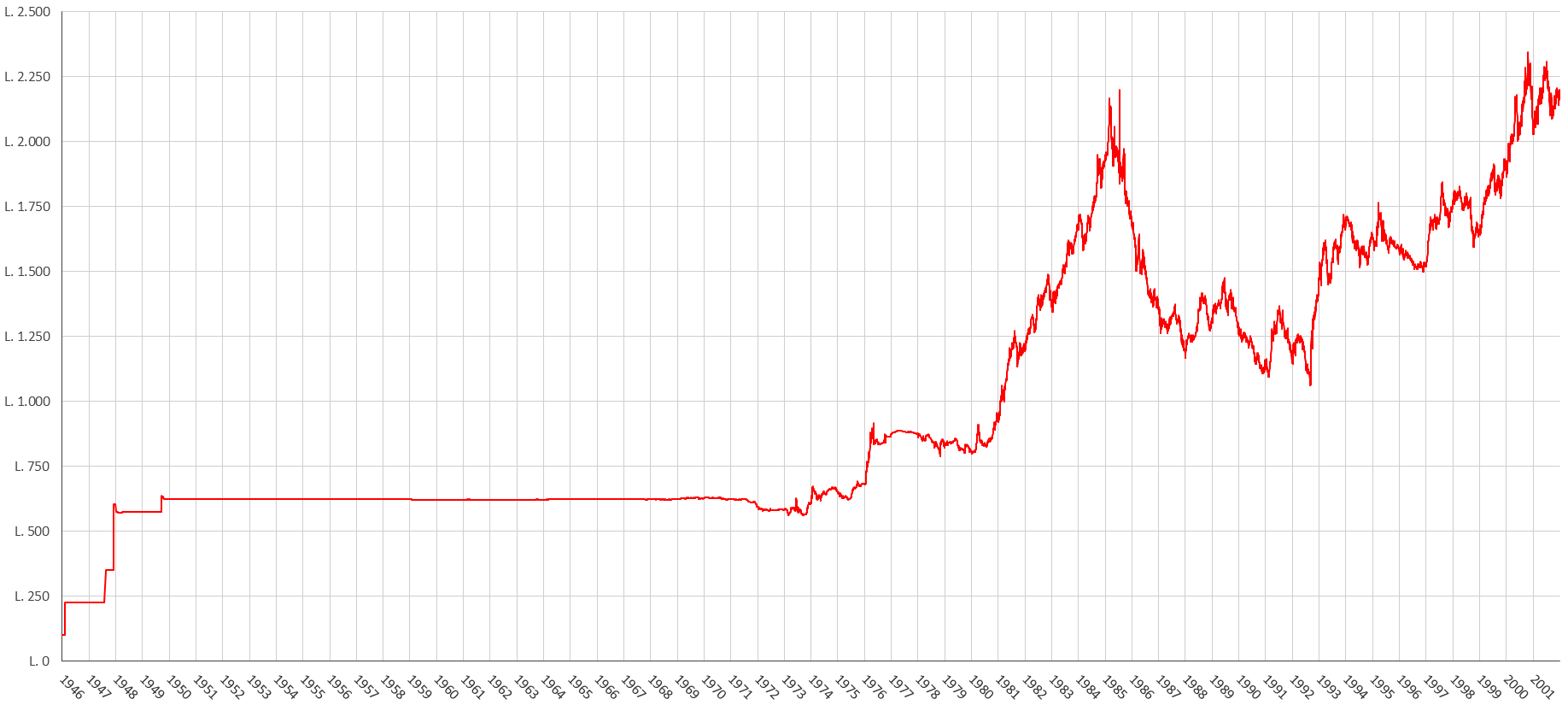
Grafico del cambio USD/ITL dal 1946 al 28 dicembre 2001

Grafico del cambio DEM/ITL dal 1955 al 2001

Nel 1861, subito dopo la proclamazione del Regno d'Italia, per iniziare la coniazione della lira italiana, si decise di cambiare le monete degli stati preunitari in base al loro contenuto d'argento. Le varie monete furono quindi cambiate con i seguenti tassi di conversione. Questi dati però non si riferiscono alla circolazione monetaria. Il rapporto dipendeva semplicemente dalle dimensioni della moneta e dalla quantità e tipo di metallo che conteneva. In realtà le Due Sicilie, che erano lo stato più esteso, avevano minore circolazione monetaria del resto d'Italia.
| Stato                      | Moneta            | Valore                  | Cambio  |
| -------------------------- | ----------------- | ----------------------- | ------- |
| Regno delle Due Sicilie    | Ducato            | 100 grana               | 4,25 L. |
| Stato Pontificio           | Scudo             | 100 baiocchi            | 5,32 L. |
| Granducato di Toscana      | Francescone       | 10 paoli                | 5,60 L. |
| Ducato di Modena e Reggio  | Tallero di Modena | 1 Tallero di Ercole III | 5,54 L. |
| Ducato di Parma e Piacenza | Lira di Parma     | 20 soldi                | 0,20 L. |
| Regno Lombardo-Veneto      | Lira austriaca    | 100 centesimi           | 0,86 L. |

Nel 1865 l'Italia insieme a Francia, Belgio e Svizzera fondò l'Unione monetaria latina, che basava il valore delle monete rispetto alla quantità di argento e oro contenuta. Nel 1914 con lo scoppio della prima guerra mondiale l'unione si dissolse e nel 1918 alla fine della guerra le potenze vincitrici, tra le quali l'Italia, uscirono economicamente rafforzate rispetto agli Imperi centrali. Negli anni venti con l'avvento del fascismo e la promulgazione delle leggi fascistissime del 1926 la lira cominciò a svalutarsi, ma nel 1927 dopo l'introduzione della quota 90 la lira si rivalutò fino a raggiungere il cambio di novanta lire per una sterlina britannica. Con la crisi del 1929 la lira mantenne il suo valore piuttosto stabile rispetto a quello delle altre valute, ma perse nuovamente valore nel 1935 con lo scoppio della guerra di Etiopia per poi tornare nuovamente stabile fino allo scoppio della seconda guerra mondiale. Nel corso del conflitto, la lira perse continuamente valore tanto che nel 1945, a guerra conclusa, valeva circa cinque volte meno del dollaro e della sterlina rispetto al 1939. La svalutazione continuò anche dopo la nascita della Repubblica Italiana (1946) e l'adesione dell'Italia al piano Marshall (1947). Negli anni cinquanta il miracolo economico italiano portò a una rivalutazione della lira; nel 1951 l'Italia aderì alla Comunità europea del carbone e dell'acciaio e questo comportò una stabilizzazione del valore della lira che durò fino al 1973, quando iniziò la prima crisi energetica. Nel 1979 l'Italia entrò nel Sistema monetario europeo e nello stesso anno esplose la seconda crisi energetica che portò a una più netta svalutazione della lira (questa volta anche nei confronti del Dollaro statunitense); a partire dalla seconda metà degli anni '80 la Lira si stabilizzò di nuovo con il Marco e giunse a rivalutarsi nettamente anche sul Dollaro. Nel 1992, quando la Lira sul Dollaro stava tornando ai livelli pre-crisi del 1979, a causa degli attacchi speculativi l'Italia fu costretta a uscire dallo SME per poi rientrarci nel 1996 (con cambio con il Marco fissato a 990 Lire). A causa di queste vicende la lira si svalutò molto rispetto alle altre valute e questa tendenza continuò fino all'entrata in vigore dell'euro nel 2002 (con particolare svalutazione nei confronti del Dollaro dal 1999, proprio a causa dell'aggancio all'Euro).

### Tassi di cambio
| Valuta               | 1920    | 1925    | 1930    | 1935    | 1940    | 1945    | 1950      | 1955      | 1960      | 1965      | 1970      | 1975      | 1980      | 1985      | 1990      | 1995      | 2000      | 2001      |
| -------------------- | ------- | ------- | ------- | ------- | ------- | ------- | --------- | --------- | --------- | --------- | --------- | --------- | --------- | --------- | --------- | --------- | --------- | --------- |
| Dollaro statunitense | 21,111  | 25,096  | 19,085  | 12,123  | 19,800  | 100,000 | 624,781   | 624,847   | 620,711   | 624,789   | 627,031   | 653,256   | 855,510   | 1 909,743 | 1 198,428 | 1 628,911 | 2 102,587 | 2 163,807 |
| Sterlina britannica  | 77,054  | 121,132 | 92,827  | 59,424  | 72,935  | 400,000 | 1 749,392 | 1 750,204 | 1 742,783 | 1 746,776 | 1 502,246 | 1 446,597 | 1 992,046 | 2 461,912 | 2 133,214 | 2 571,647 | 3 178,432 | 3 114,402 |
| Franco svizzero      | 352,786 | 484,929 | 370,017 | 393,323 | 449,490 | 23,310  | 144,201   | 145,542   | 143,730   | 144,379   | 145,487   | 252,775   | 510,849   | 780,237   | 864,128   | 1 379,871 | 1 243,507 | 1 282,225 |
| Franco francese      | 145,372 | 119,826 | 74,931  | 79,860  | 41,340  | 198,122 | 180,810   | 178,620   | 126,590   | 127,484   | 113,450   | 152,396   | 202,637   | 213,074   | 220,093   | 326,629   | 295,182   | 295,182   |
| Marco tedesco        | 38,211  | 5,979   | 4,556   | 4,857   | 7,800   | 7,604   | 148,770   | 149,005   | 148,843   | 156,421   | 171,991   | 265,524   | 471,081   | 650,259   | 741,597   | 1 137,995 | 989,999   | 989,999   |
| Euro                 | -       | -       | -       | -       | -       | -       | -         | -         | -         | -         | -         | -         | 1 297,316 | 1 447,757 | 1 524,776 | 2 107,229 | 1 936,270 | 1 936,270 |

### Esplicative
1. ↑  L'exclave italiana di Campione d'Italia, essendo totalmente circondata dal territorio svizzero adottava il franco svizzero al posto della lira italiana
2. ↑  La lira fu adottata anche dalla Repubblica Sociale Italiana, che non si dotò di moneta propria
3. ↑  Oltre al simbolo L. usato su monete, banconote e francobolli, erano anche in uso ₤, Lit., ITL. I centesimi erano spesso abbreviati con le notazioni Cent. e C. o più raramente con Cmi
4. 1 2  In circolazione fino al 28 febbraio 2002.
5. ↑  Il Ministero del Tesoro ha anche emesso i Buoni di Cassa e i biglietti di Stato
6. ↑  Dall'unità d'Italia al 1893 l'emittente fu la Banca Nazionale nel Regno d'Italia. Furono autorizzate a stampare banconote anche la Banca Romana, la Banca Toscana di Credito e la Banca Nazionale Toscana fino al 1893. Dal 1866 venne autorizzato anche il Banco di Napoli e l'anno seguente il Banco di Sicilia la cui stampa si concluse nel 1926.
7. ↑  Il corso legale della lira fu stabilito dal Regio decreto 17 luglio 1861, n. 123, quattro mesi dopo la proclamazione del Regno d'Italia. Sulla base del Regio Decreto n°788 del 24 agosto 1862 Archiviato il 2 aprile 2015 in Internet Archive., la circolazione delle monete pre-unitarie ebbe termine il 1º gennaio 1863.
8. ↑  Tra il 1981 e il 1998 è indicato il cambio con l'ECU.
9. ↑  1 297,316 lire italiane per ECU nel 1981.

### Bibliografiche
1. ↑   Lit, in Treccani.it – Vocabolario Treccani on line, Roma, Istituto dell'Enciclopedia Italiana. URL consultato l'8 aprile 2021.
2. ↑   Angelo Segrè, Litra, in Enciclopedia Italiana, Roma, Istituto dell'Enciclopedia Italiana, 1934. URL consultato il 10 aprile 2021.
3. 1 2   Angelo Segrè e Secondina Lorenzina Cesano, Libbra, in Enciclopedia Italiana, Roma, Istituto dell'Enciclopedia Italiana, 1934. URL consultato il 10 aprile 2021.
4. 1 2  Taracchini, p. 23.
5. ↑  Taracchini, p. 24.
6. ↑  Taracchini, p. 25.
7. ↑  Taracchini, p. 28.
8. ↑  Taracchini, pp. 29-30.
9. ↑  Taracchini, p. 41.
10. ↑   Lira, in Treccani.it – Enciclopedie on line, Roma, Istituto dell'Enciclopedia Italiana. URL consultato il 10 aprile 2021.
11. ↑   Giuseppe Castellani e Gino Luzzato, Lira, in Enciclopedia Italiana, Roma, Istituto dell'Enciclopedia Italiana, 1934. URL consultato il 10 aprile 2021.
12. ↑  Taracchini, p. 57.
13. ↑  Taracchini, p. 55.
14. ↑  Taracchini, p. 65.
15. 1 2 3  Taracchini, p. 66.
16. ↑  Gigante, pp. 197-198.
17. ↑  Gigante, pp. 556-564.
18. ↑  Taracchini, p. 67.
19. ↑  Gigante, pp. 211-228.
20. ↑  Gigante, pp. 324-329.
21. ↑  Gigante, pp. 52-79.
22. ↑   1 lira Governo Provvisorio di Lombardia, su numismatica-italiana.lamoneta.it. URL consultato il 24 novembre 2018 (archiviato il 25 novembre 2018).
23. ↑   2 lire Governo Provvisorio di Lombardia, su numismatica-italiana.lamoneta.it. URL consultato il 24 novembre 2018 (archiviato il 25 novembre 2018).
24. ↑  Krause, 2015, p. 821.
25. ↑  Gigante, pp. 313-314.
26. ↑  Gigante, pp. 315-318.
27. ↑  Gigante, pp. 82-89.
28. ↑  Taracchini, p. 77.
29. 1 2  Taracchini, p. 80.
30. ↑  Taracchini, p. 78.
31. 1 2  Taracchini, p. 79.
32. ↑  Regio decreto 17 luglio 1861, n. 123
33. ↑  Legge 24 agosto 1862, n. 788
34. ↑  Taracchini, p. 149.
35. ↑   Fondo Monetario Internazionale – Ministero degli Affari Esteri e della Cooperazione Internazionale, su esteri.it. URL consultato il 24 gennaio 2022.
36. ↑  Taracchini, p. 173.
37. ↑   LEGGE 31 marzo 1966, n. 171 Autorizzazione al Tesoro dello Stato a fabbricare ed emettere biglietti di Stato da L. 500. (GU Serie Generale n.91 del 14-04-1966), su Gazzetta Ufficiale. URL consultato il 12 gennaio 2020 (archiviato il 12 gennaio 2020). Ospitato su google.
38. ↑   LEGGE 31 marzo 1966, n. 171 - Autorizzazione al Tesoro dello Stato a fabbricare ed emettere biglietti di Stato da L. 500. (GU n.91 del 14-4-1966 ), su normattiva.it. URL consultato il 12 gennaio 2020 (archiviato il 12 gennaio 2020).
39. ↑   Francesco Cappello, Esuberi & rottamazioni...che fare? (seconda parte), in scenarieconomici.it. URL consultato il 12 gennaio 2020 (archiviato l'8 settembre 2020).
40. ↑  Legge 21 novembre 1957, n. 1141, in materia di "Fabbricazione ed emissione di monete d'argento da lire 500 da parte della Zecca"
41. ↑   Istruzioni generali sui Servi del Tesoro, su docplayer.it, 1967. URL consultato il 12 gennaio 2020 (archiviato il 12 gennaio 2020).
42. ↑   Attestazione nella numismatica -, su subito.it, novembre 2010. URL consultato il 3 luglio 2022 (archiviato dall'url originale il 12 gennaio 2020). Ospitato su google.
«Repubblica Italiana - Cinquecento Biglietto di Stato a corso legale»
43. ↑   Il rapimento Moro secondo i servizi segr, su comedonchisciotte.org, maggio 2012. URL consultato il 12 gennaio 2020 (archiviato dall'url originale il 19 novembre 2019).
44. ↑  Taracchini, p. 182.
45. ↑  Taracchini, p. 183.
46. ↑  Taracchini, p. 185.
47. ↑   L'autunno nero del '92 tra tasse e svalutazioni, Lira: storia e curiosità, Sole 24 Ore, 2010, su ilsole24ore.com. URL consultato il 3 novembre 2011 (archiviato il 24 settembre 2015).
48. ↑   E i grandi hedge fund Usa vanno all'attacco dell'euro, Repubblica 2010, su ricerca.repubblica.it. URL consultato il 3 novembre 2011 (archiviato il 27 gennaio 2016).
49. ↑  Parere della Banca centrale europea 31 dicembre 1998 documento 31998Y1231(01) Archiviato il 16 agosto 2021 in Internet Archive., in materia di "tassi di conversione tra l'euro e le valute degli Stati membri che adottano l'euro"
50. ↑  Decreto legislativo 24 giugno 1998, n. 213, in materia di "Disposizioni per l'introduzione dell'EURO nell'ordinamento nazionale"
51. ↑  Decreto-legge 6 dicembre 2011, n. 201, articolo 26, in materia di "Disposizioni urgenti per la crescita, l'equita' e il consolidamento dei conti pubblici"
52. ↑  https://www.ilgazzettino.it/economia/news/lire_euro_cambio_vietato_italia_perche_come_fare_paesi_europei_situazione_che_cosa_sappiamo-7634089.html Intervista all'esperto Gerardo Vendemia sul cambio delle vecchie valute europee
53. ↑  https://tg24.sky.it/roma/2023/09/14/roma-trova-245-milioni-lire-casa-fratello-morto
54. ↑   Eritrea, su numismatica-italiana.lamoneta.it. URL consultato il 26 dicembre 2018 (archiviato il 26 dicembre 2018).
55. ↑   Gazzetta, su augusto.digitpa.gov.it. URL consultato il 30 luglio 2019 (archiviato il 23 febbraio 2014).
56. ↑   Gazzetta, su augusto.digitpa.gov.it. URL consultato il 30 luglio 2019 (archiviato il 23 febbraio 2014).
57. ↑  Montenegro: Manuale...
58. ↑   Symes: Banknotes..., su pjsymes.com.au. URL consultato il 26 dicembre 2018 (archiviato il 22 dicembre 2018).
59. ↑   Somalia, su pjsymes.com.au. URL consultato il 26 dicembre 2018 (archiviato il 22 dicembre 2018).
60. ↑   Le monete dell'occupazione italiana dell'Albania, su numismatica-italiana.lamoneta.it. URL consultato il 26 dicembre 2018 (archiviato il 26 dicembre 2018).
61. ↑   Guida d'Italia, Albania, 1ª ed., Milano, Touring Editore, 1940,  pp. 13-14. URL consultato l'11 maggio 2019 (archiviato l'8 settembre 2020).
62. ↑   La Concessione italiana di Tientsin e le sue banconote, su cronacanumismatica.com.
63. ↑   Claudio Giacchetti, Le banconote italiane nei territori occupati durante le due guerre, su Il Giornale della Numismatica, 9 ottobre 2018. URL consultato il 9 aprile 2021 (archiviato il 27 febbraio 2021).
64. ↑   Mantenimento delle truppe tedesche (PDF), in Acta dell'Istituto storico Repubblica Sociale Italiana, n. 2, Bologna, maggio-luglio 1992,  pp. 4-5. URL consultato il 12 aprile 2021 (archiviato il 12 aprile 2021).
65. ↑   Domenico Carutti e Luigi Cibrario, Convenzione tra San Marino e Vittorio Emanuele II (PDF), Torino, 22 marzo 1862,  art. 24. URL consultato il 10 maggio 2019 (archiviato il 10 maggio 2019).
66. ↑   Convenzione di buon vicinato e di amicizia con il Regno d'Italia (PDF), 28 giugno 1897,  art.38. URL consultato il 10 maggio 2019 (archiviato il 9 maggio 2019).
67. ↑   convenzione 1906. URL consultato l'11 maggio 2019 (archiviato l'11 maggio 2019).
68. ↑   Convenzine addizionale. URL consultato il 10 aprile 2020 (archiviato l'8 settembre 2020).
69. ↑   Convenzione monetaria tra la Serenissima Repubblica di San Marino e il Regno d'Italia, su esteri.sm. URL consultato il 10 aprile 2020 (archiviato l'8 settembre 2020).
70. ↑   Accordo aggiuntivo alla convenzione di amicizia e buon vicinato fra la Repubblica di San Marino e la Repubblica Italiana (PDF), Roma, 29 aprile 1953. URL consultato l'11 maggio 2019 (archiviato l'11 maggio 2019).
71. ↑   Convenzione monetaria fra la Repubblica di San Marino e la Repubblica Italiana (PDF), Roma, 10 settembre 1971. URL consultato l'11 maggio 2019 (archiviato il 9 maggio 2019).
72. ↑   Convenzione monetaria tra la Repubblica di San Marino e la Repubblica Italiana (PDF), Roma, 21 luglio 1991. URL consultato l'11 maggio 2019 (archiviato il 9 maggio 2019).
73. ↑   vaticano 1991, su vatican.va. URL consultato l'11 maggio 2019 (archiviato il 13 febbraio 2019).
74. ↑   indygesto.com, Dossier: Le monete prima dell’Unità, su indygesto.com. URL consultato il 22 marzo 2020 (archiviato il 28 gennaio 2020).
75. ↑   Tariffa Regio Decreto 17 1861, su normattiva.it. URL consultato il 24 aprile 2020 (archiviato l'8 settembre 2020).
76. ↑   Banca d'Italia-Storia-Dall'istituzione della Banca d'Italia alla legge bancaria del 1936-La legge bancaria del 1893 e l'età giolittiana, su bancaditalia.it. URL consultato il 30 ottobre 2013 (archiviato dall'url originale il 31 ottobre 2013).
77. ↑   Tassi di Cambio - Banca d'Italia, su tassidicambio.bancaditalia.it. URL consultato il 24 febbraio 2022.
78. ↑  Cambio fissato a 7,604 lire italiane per marco tedesco tra il 1942 e il 1943